# Beethoven y do menor
En las composiciones del compositor alemán Ludwig van Beethoven, frecuentemente se considera que la tonalidad de do menor es especial. Las obras de Beethoven en esta tonalidad son percibidas como poderosas y emocionalmente tempestuosas.
Aquí hay algunas citas de comentaristas a este respecto: la tonalidad es usada por Beethoven como «una tonalidad tempestuosa, heroica»; la utiliza para «obras de inusual intensidad»; y «la reserva para su música más dramática».
El musicólogo George Grove escribió en 1898, yendo más lejos:

La tonalidad de do menor ocupa una posición peculiar en las obras de Beethoven. Las obras en las que las empleó son, con muy pocas excepciones, notables por su belleza e importancia.

Se podría decir que la opinión de Grove refleja la opinión de muchos participantes en el romanticismo, que valoró sobre todo la música de Beethoven por su fuerza emocional.
De las obras mencionadas que usan el «do menor de Beethoven», probablemente el ejemplo canónico es la Quinta sinfonía.
Un método que usó Beethoven observable en obras suyas importantes es el de colocar un primer movimiento en do menor y acto seguido, corresponderle con un movimiento en la ♭ mayor. Algunos ejemplos son su Quinta Sinfonía y la Sonata Patética.

## Lista de obras
Aquí hay una lista de obras de Beethoven en do menor que se consideran ilustrativas para este tema ordenadas cronológicamente; son tomadas del libro de Grove.
- Trío para piano, Op. 1 n.º 3 (1793)
- Sonata para piano, Op. 10 n.º 1 (1795-8)
- Sonata para piano n.º 8, Op. 13 "Patética" (1798)
- Trío de cuerda, Op. 9 n.º 1 (1798)
- Concierto para piano n.º 3, Op. 37 (1800)
- Cuarteto de cuerdas Op. 18, n.º 4 (1800)
- Sonata para violín y piano n.º 7, Op. 30, n.º 2 (1802)
- Sinfonía n.° 3, segundo movimiento "Marcha fúnebre" (1803)
- Obertura Coriolano, Op. 62 (1807)
- Sinfonía n.° 5 (1808)
- Fantasía para piano, orquesta y coro, Op. 80 (1808)
- Cuarteto de cuerdas n.º 10, Op. 74, el scherzo (1809)
- Sonata para piano n.º 32, Op. 111 (su última sonata para piano, 1822)

## Otras tonalidades menores
Las obras de Beethoven en do menor difícilmente agotan el conjunto de tonalidad menores emocionalmente tempestuosas de este compositor; algunas comparaciones útiles incluirían las sonatas para piano Op. 2 n.º 1 y Op. 57 (ambas en fa menor) el primer movimiento de la sonata Op. 90 n.º 27 en mi menor, así como sus trabajos más famosos en re menor como la sonata Op. 31 n.º 17 y el primer movimiento de la Novena Sinfonía.